# Haus Wiedemann
Das Haus Wiedemann befindet sich in Bremen, Stadtteil Schwachhausen, Ortsteil Gete, Schwachhauser Heerstraße 163. 
Das Wohn- und Praxishaus wurde 1914 nach Plänen von Alfred Runge und Eduard Scotland errichtet. Es steht seit 1998 unter Bremer Denkmalschutz.

## Geschichte
Die zweigeschossige, verklinkerte, rechteckige Villa mit Souterrain, Walmdach und Loggia sowie klar gegliederter Fassade wurde 1913/14 in der Epoche der Jahrhundertwende im Landhausstil für den Arzt Otto H. Wiedemann gebaut. Die Garage von 1950 wurde 1960 für eine Zuwegung abgebaut. Im Souterrain wurde später eine separate Wohnung eingerichtet. Die Praxis wurde in den 1950/60er Jahren von dem Internisten Dr. Rewerts geführt.
Von den Architekten Runge und Scotland stammen in Schwachhausen u. a. das Haus Runge, Landhaus Herbst und die Wohnhäuser Schwachhauser Ring 2 und 4.
Heute (2018) wird das Haus durch mehrere Wohnungen genutzt. 